# Barrow (rivier)
De rivier Barrow (Iers: Abhainn na Bearú of An Bhearú) is een rivier in Ierland. Het is een van ‘The Three Sisters’ (de drie zusters); de andere twee zijn de rivier de Suir en de rivier Nore. De Barrow rivier is de langste en meest belangrijke van deze drie rivieren. Met 190 km is het na de Shannon de langste rivier in Ierland.
De rivier ontspringt in Glenbarrow, in de Slieve Bloom Mountains. Langs de rivier liggen onder andere de steden Waterford, Portarlington, Monasterevin, Carlow en New Ross.
- Gemeinsame Normdatei: 4312299-1
- Library of Congress Control Number: sh85011968
- Nationale Bibliotheek van Israël: 987007283007105171
- Virtual International Authority File: 315526510